# Halberstadt D.I
 (septembre 2018).
Si vous disposez d'ouvrages ou d'articles de référence ou si vous connaissez des sites web de qualité traitant du thème abordé ici, merci de compléter l'article en donnant les références utiles à sa vérifiabilité et en les liant à la section « Notes et références ».
L'Halberstadt D.I était un avion de chasse biplan allemand de la Première Guerre mondiale construit par la société Halberstädter Flugzeugwerke,.